# Nhựt Chánh
Nhựt Chánh là một xã thuộc huyện Bến Lức, tỉnh Long An, Việt Nam.

## Địa lý
Xã Nhựt Chánh nằm ở phía tây huyện Bến Lức, có vị trí địa lý:
- Phía đông giáp thị trấn Bến Lức
- Phía đông nam giáp huyện Cần Đước
- Phía nam giáp huyện Tân Trụ và huyện Thủ Thừa
- Phía tây bắc giáp xã Thạnh Đức.

Xã có diện tích 31,92 km², dân số năm 1999 là 8.356 người, mật độ dân số đạt 262 người/km².

## Hành chính
Xã được chia thành 8 ấp: 1, 2, 3, 4, 5, 6, 7, 8.